# Don Skene
Donald "Don" J. C. Skene (nascido em 1936) é um ex-ciclista galês que competia tanto no ciclismo de pista, quanto na estrada. Conquistou a medalha de bronze nos Jogos da Commonwealth em 1962.